# سنا (شنبة)
سنا (بالفارسية: سنا) هي قرية تقع في إيران في قسم شنبة الريفي. يقدر عدد سكانها بـ 1,251 نسمة .